# Periscepsia glossinicornis
Periscepsia glossinicornis là một loài ruồi trong họ Tachinidae.